# Persone di nome Wesley
| Questa pagina contiene informazioni ricavate automaticamente dalle voci biografiche con l'ausilio del template Bio e di un bot. L'aggiornamento è periodico e automatico e ricostruisce completamente la pagina. Se manca una persona in questa lista, sei pregato di non aggiungerla, ma accertati piuttosto che la sua voce biografica contenga il template Bio e che i dati anagrafici siano correttamente compilati. Se il template Bio manca, inseriscilo tu stesso o, in alternativa, metti l'avviso {{tmp\|Bio}} che ne segnala la mancanza. Se i dati riportati sono sbagliati, correggi direttamente la voce biografica; le modifiche saranno visibili in questa lista entro pochi giorni. Per chiarimenti vedi il progetto antroponimi. La lista contiene solo le 100 persone che sono citate nell'enciclopedia e per le quali è stato implementato correttamente il template Bio. Pagina aggiornata al 6 giu 2025. |

Questa è una lista di persone presenti nell'enciclopedia che hanno il nome Wesley, suddivise per attività principale.

## Allenatori di calcio(2)
- Wesley Carvalho, allenatore di calcio brasiliano (Itapetinga, n. 1974)
- Wesley Sonck, allenatore di calcio e ex calciatore belga (Ninove, n. 1978)

## Allenatori di pallacanestro(1)
- Wes Matthews, allenatore di pallacanestro e ex cestista statunitense (Sarasota, n. 1959)

## Animatori(1)
- Wes Archer, animatore e regista statunitense (Houston, n. 1961)

## Attori(8)
- Wesley Addy, attore statunitense (Omaha, n. 1913 - Danbury, † 1996)
- Wesley Barry, attore, regista e produttore cinematografico statunitense (Los Angeles, n. 1907 - Fresno, † 1994)
- Wes Bentley, attore statunitense (Jonesboro, n. 1978)
- Wesley Lau, attore statunitense (Sheboygan, n. 1921 - Los Angeles, † 1984)
- Wesley Mann, attore statunitense (Vallejo, n. 1963)
- Wesley Snipes, attore, produttore cinematografico e artista marziale statunitense (Orlando, n. 1962)
- Wes Studi, attore statunitense (Tahlequah, n. 1947)
- Wesley Taylor, attore e sceneggiatore statunitense (Elizabeth, n. 1986)

## Calciatori(32)
- Wes Brown, ex calciatore inglese (Manchester, n. 1979)
- Wesley Burns, calciatore gallese (Cardiff, n. 1994)
- Wesley Dias Claudino, calciatore brasiliano (Cosmópolis, n. 1995)
- Wes Foderingham, calciatore inglese (Londra, n. 1991)
- Wesley Fofana, calciatore francese (Marsiglia, n. 2000)
- Wesley França, calciatore brasiliano (Açailândia, n. 2003)
- Wesley Frazan, calciatore brasiliano (Macaé, n. 1996)
- Wesley Gassova, calciatore brasiliano (San Paolo, n. 2005)
- Wesley Harding, calciatore inglese (Bristol, n. 1893 - Bishop Auckland, † 1925)
- Wes Harding, calciatore inglese (Leicester, n. 1996)
- Wes Hart, ex calciatore statunitense (Hollister, n. 1977)
- Wesley Hoedt, calciatore olandese (Alkmaar, n. 1994)
- Wes Hoolahan, ex calciatore irlandese (Dublino, n. 1982)
- Wesley Jobello, calciatore francese (Gennevilliers, n. 1994)
- Wesley John, ex calciatore sanvincentino (Kingstown, n. 1976)
- Wesley Lautoa, ex calciatore francese (Épernay, n. 1987)
- Wesley Lopes Beltrame, ex calciatore brasiliano (Catanduva, n. 1987)
- Wesley Lopes da Silva, ex calciatore brasiliano (Vila Velha, n. 1980)
- Wesley Moraes Ferreira da Silva, calciatore brasiliano (Juiz de Fora, n. 1996)
- Wesley Ngakoutou, calciatore francese (Clichy, n. 2001)
- Wesley Pacheco Gomes, calciatore brasiliano (Sertãozinho, n. 1990)
- Wesley Ribeiro Silva, calciatore brasiliano (Salvador, n. 1999)
- Wesley de Ruiter, ex calciatore olandese (Leida, n. 1986)
- Wesley Saïd, calciatore francese (Noisy-le-Grand, n. 1995)
- Wesley Sneijder, ex calciatore olandese (Utrecht, n. 1984)
- Wesley Soares, calciatore brasiliano (Mauá, n. 1998)
- Wesley Spieringhs, calciatore olandese (n. 2002)
- Wesley Verhoek, ex calciatore olandese (Leidschendam, n. 1986)
- Wesley Natã, calciatore brasiliano (Porto Alegre, n. 1995)
- Wesley Gasolina, calciatore brasiliano (Retirolândia, n. 2000)
- Wesley Barbosa de Morais, ex calciatore brasiliano (Itapagipe, n. 1981)
- Wesley dos Santos Rodrigues, calciatore brasiliano (Paranaguá, n. 1992)

## Cantanti(4)
- Wesley Eisold, cantante e musicista statunitense (Virginia Beach, n. 1979)
- Wesley Safadão, cantante, cantautore e produttore discografico brasiliano (Fortaleza, n. 1988)
- Wes Scantlin, cantante e chitarrista statunitense (Kansas City, n. 1972)
- Wess, cantante e bassista statunitense (Winston-Salem, n. 1945 - Winston-Salem, † 2009)

## Cestisti(15)
- Wes Bialosuknia, cestista statunitense (Poughkeepsie, n. 1945 - Hartford, † 2013)
- Wes Clark, cestista statunitense (Detroit, n. 1994)
- Wesley Correa, ex cestista portoricano (New York, n. 1962)
- Wesley Cox, cestista statunitense (Louisville, n. 1955 - Louisville, † 2024)
- Wesley Gordon, cestista statunitense (Colorado Springs, n. 1994)
- Wesley Harris, cestista statunitense (Jackson, n. 1997)
- Wesley Iwundu, cestista statunitense (Houston, n. 1994)
- Wesley Johnson, ex cestista e allenatore di pallacanestro statunitense (Corsicana, n. 1987)
- Wesley Matthews, cestista statunitense (San Antonio, n. 1986)
- Wesley Person, ex cestista statunitense (Brantley, n. 1971)
- Wesley Saunders, cestista statunitense (Los Angeles, n. 1993)
- Wesley Sena, cestista brasiliano (Campinas, n. 1996)
- Wesley Van Beck, cestista statunitense (Houston, n. 1996)
- Wes Washpun, cestista statunitense (Cedar Rapids, n. 1993)
- Wesley Witherspoon, ex cestista statunitense (Atlanta, n. 1990)

## Ciclisti su strada(1)
- Wesley Kreder, ex ciclista su strada olandese (Leida, n. 1990)

## Economisti(1)
- Wesley Mitchell, economista statunitense (Rushville, n. 1874 - † 1948)

## Filosofi(1)
- Wesley C. Salmon, filosofo statunitense (Detroit, n. 1925 - Contea di Madison, † 2001)

## Generali(2)
- Wesley Clark, generale statunitense (Chicago, n. 1944)
- Wesley Merritt, generale statunitense (New York, n. 1836 - Natural Bridge, † 1910)

## Giocatori di baseball(2)
- Wes Ferrell, giocatore di baseball statunitense (Greensboro, n. 1908 - Sarasota, † 1976)
- Branch Rickey, giocatore di baseball, allenatore di baseball e dirigente sportivo statunitense (Stockdale, n. 1881 - Columbia, † 1965)

## Giocatori di calcio a 5(1)
- Bocão, giocatore di calcio a 5 brasiliano (San Paolo, n. 1989)

## Giocatori di football americano(6)
- Jake Andrews, giocatore di football americano statunitense (Montgomery, n. 1999)
- Wes Chandler, ex giocatore di football americano e allenatore di football americano statunitense (New Smyrna Beach, n. 1956)
- Wesley Johnson, ex giocatore di football americano statunitense (Nashville, n. 1991)
- Wes Welker, ex giocatore di football americano e allenatore di football americano statunitense (Oklahoma City, n. 1981)
- Wes Martin, giocatore di football americano statunitense (n. 1996)
- Wesley Woodyard, giocatore di football americano statunitense (LaGrange, n. 1986)

## Giornalisti(1)
- Wesley Morris, giornalista e critico cinematografico statunitense (n. 1975)

## Medici(1)
- Wesley Newcomb, medico statunitense (New York, n. 1818 - Ithaca, † 1892)

## Personaggi televisivi(1)
- Wes Nelson, personaggio televisivo, cantante e rapper britannico (Newcastle-under-Lyme, n. 1998)

## Politici(6)
- Wesley Bell, politico statunitense (Contea di St. Louis, n. 1974)
- Wesley Bolin, politico statunitense (Butler, n. 1909 - Phoenix, † 1978)
- Wesley Disney, politico e avvocato statunitense (Richland, n. 1883 - Washington, † 1961)
- Wesley Hunt, politico e ex militare statunitense (Houston, n. 1981)
- Wesley Simina, politico micronesiano (n. 1961)
- Wes Streeting, politico britannico (Stockport, n. 1983)

## Produttori discografici(1)
- Wheezy, produttore discografico e cantautore statunitense (Vicksburg, n. 1992)

## Rapper(2)
- Lil' Flip, rapper, attore e produttore discografico statunitense (Houston, n. 1981)
- Maestro, rapper e attore canadese (Toronto, n. 1968)

## Registi(3)
- Wes Anderson, regista, sceneggiatore e produttore cinematografico statunitense (Houston, n. 1969)
- Wes Craven, regista, sceneggiatore e produttore cinematografico statunitense (Cleveland, n. 1939 - Los Angeles, † 2015)
- Wesley Ruggles, regista statunitense (Los Angeles, n. 1889 - Santa Monica, † 1972)

## Rugbisti a 13(1)
- Wes Cotton, ex rugbista a 13 inglese (Wigan, n. 1968)

## Rugbisti a 15(1)
- Wesley Fofana, rugbista a 15 francese (Parigi, n. 1988)

## Scacchisti(1)
- Wesley So, scacchista filippino (Las Piñas, n. 1993)

## Sceneggiatori(1)
- Wesley Strick, sceneggiatore, critico musicale e scrittore statunitense (New York City, n. 1954)

## Tennisti(2)
- Wesley Koolhof, ex tennista olandese (Zevenaar, n. 1989)
- Wesley Moodie, ex tennista sudafricano (Durban, n. 1979)

## Wrestler(2)
- Wes Brisco, wrestler statunitense (Tampa, n. 1983)
- Davey Richards, ex wrestler statunitense (Othello, n. 1983)